# Bodman (Adelsgeschlecht)

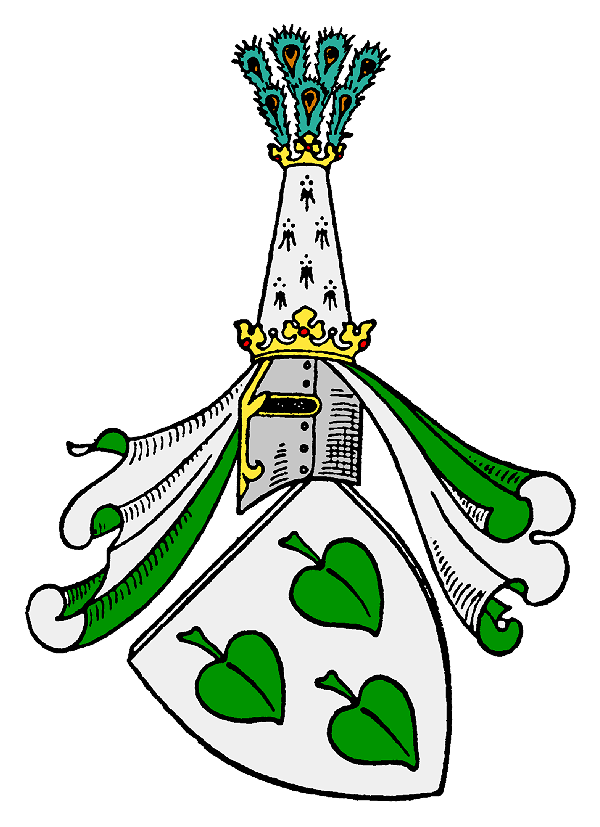
Stammwappen derer von Bodman

Bodman (auch Bodmann) ist der Name eines hochfreien schwäbischen Adelsgeschlechts. Die Herren von Bodman gehörten zum Uradel im Hegau und Allgäu am Bodensee. Hohenbodman, der ursprüngliche Stammsitz des Geschlechts, ist heute ein Ortsteil der Gemeinde Owingen im Bodenseekreis. Zweige der Familie bestehen bis heute.

## Geschichte

### Herkunft
Erstmals urkundlich erwähnt wird das Geschlecht im Jahre 1152 mit Eberhardus de Bodemen. Die Familie ist stammesverwandt mit dem erloschenen Grafengeschlecht von Heiligenberg. Die gesicherte Stammreihe beginnt 1217 mit Conradus de Bodemin. Die Herren von Bodman waren Reichsministeriale der Hohenstaufen und des Bischofs von Konstanz. Der Stammsitz, die Burg Hohenbodman und Herrschaft Hohenbodman, fiel später als Vogtei an die freie Reichsstadt Überlingen. Von der im Dreißigjährigen Krieg zerstörten Burg existiert heute nur noch der Bergfried.

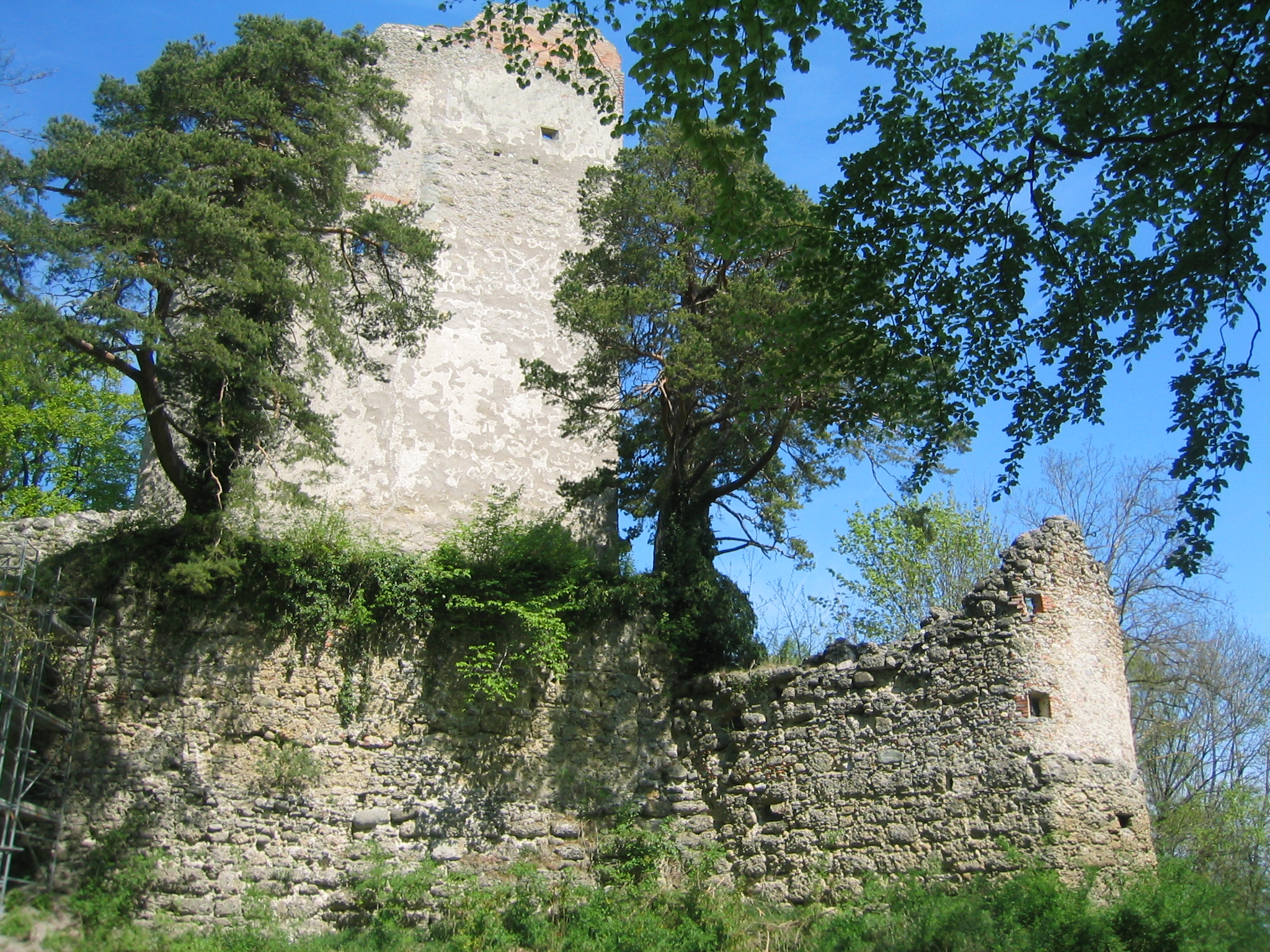
Die Ruine der Burg Alt Bodmann

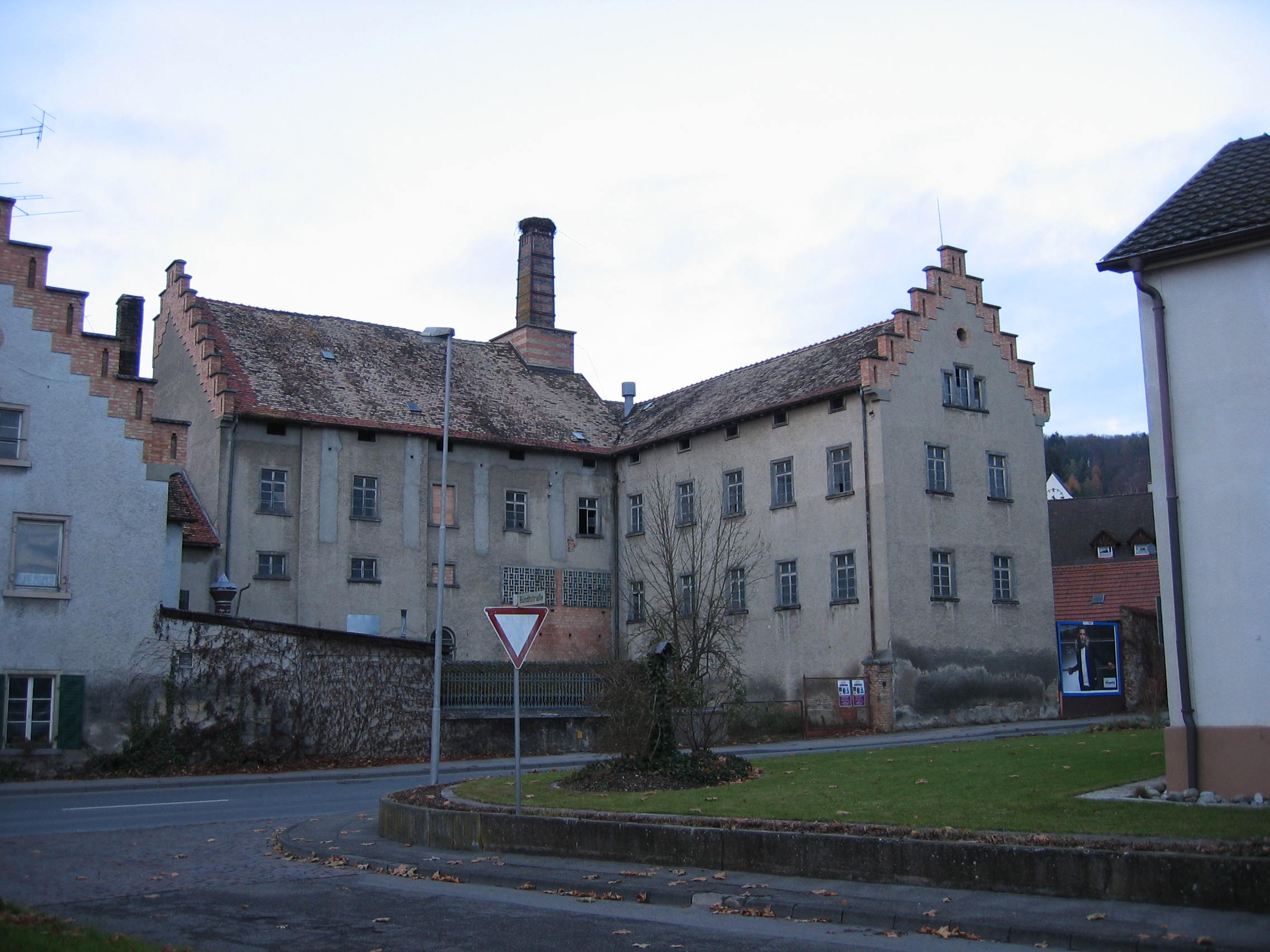
Schloss Espasingen, vom Ende des 16. Jahrhunderts bis 1760 Stammsitz des Geschlechts

Im 13. Jahrhundert gelangte die Burg Altbodman bei Bodman in Familienbesitz. Einer Sage nach brannte ihr Vorwerk, die alte Burg auf dem Frauenberg, am 16. September 1309 während eines Familienfestes, ausgelöst durch einen Blitzschlag, ab. Bei dieser Tragödie starben fast alle Angehörige der Familie und einige Gäste anderer Adelsgeschlechter. Nur das jüngste männliche Familienmitglied der Bodmans, der einjährige Johannes von Bodman, überlebte das Inferno. Er wurde von seiner Amme in einen Kessel gesteckt und aus dem Fenster geworfen. Der Kessel fiel hinab und blieb, von Bäumen und Sträuchern gebremst, schließlich hängen. An der Stelle, wo sich der Kessel mit dem kleinen Johannes verfing, erinnert heute ein Gedenkstein an das Ereignis. Der Kessel ist im Schloss Bodman ausgestellt.
Dem Edlen Hans von Bodman (Ritter des Ritterordens vom Heiligen Grab zu Jerusalem) verlieh Kaiser Karl IV. im Jahre 1360 das heimgefallene Wappen der Mayr von Windeck, den schwarzen Steinbock. Bereits 1488 waren die Herren von Bodman Mitglied in der Rittergesellschaft Sankt Jörgenschild in Schwaben, Teil Hegau und Bodensee. Im 15. Jahrhundert teilte sich das Geschlecht in die Linien Bodman zu Bodman und Bodman zu Möggingen. Während des 17. Jahrhunderts spaltete sich von der Linie Bodman zu Bodman der Zweig Bodman zu Kargegg ab. Die Linie Bodman zu Möggingen bildete Anfang des 18. Jahrhunderts die Zweige Bodman zu Güttingen und Bodman zu Wiechs.

### Linien und Besitzungen
Die Kaiserpfalz Bodmann im Landkreis Stockach wurde bereits 1277 dem Johann von Bodmann von König Rudolf von Habsburg verpfändet.
Die freiherrliche Stammlinie Bodman zu Bodman besaß seit dem 15. Jahrhundert die Herrschaften Espasingen, Wahlwies (heute Ortsteile der Stadt Stockach), Bodman, Kargegg und Mooshof (heute Ortsteil der Gemeinde Bodman-Ludwigshafen). 1786 konnte durch Kauf Liggeringen (heute Ortsteil der Stadt Radolfzell am Bodensee) und 1790 Schlatt erworben werden. Bodman, Espasingen und Wahlwies fielen im 17. Jahrhundert an die Linie Bodman zu Kargegg. Wegen des Besitzes von Bodman waren Angehörige der Linie Mitglied der Reichsritterschaft im Ritterkanton Hegau des schwäbischen Ritterkreises.

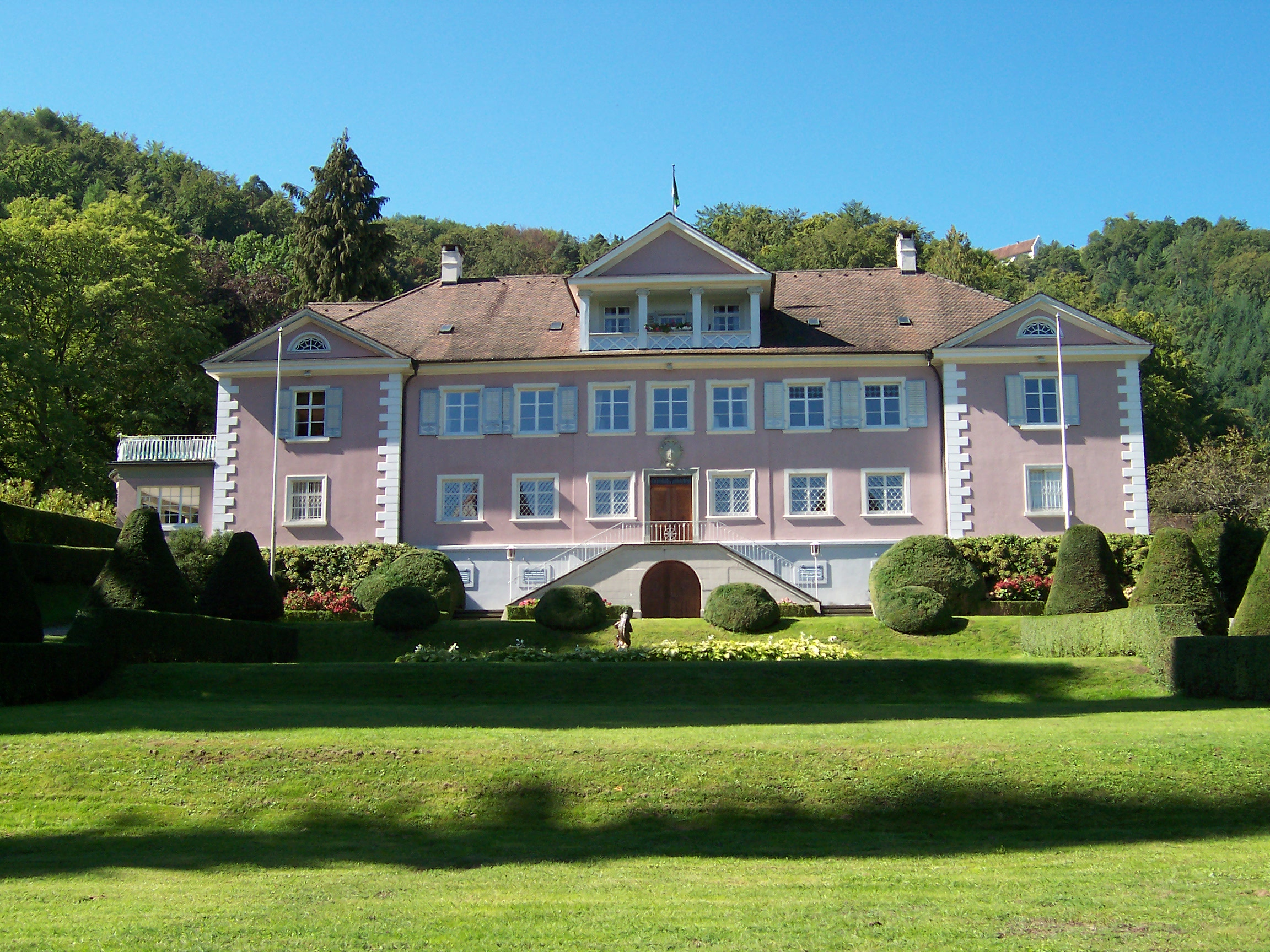
Schloss Bodman, der heutige Sitz der Familie

Die Linie Bodman zu Kargegg erhielt nach dem Verzicht der Linie Bodman zu Bodman die Herrschaften Bodman, Espasingen und Wahlwies. Wegen des Besitzes bzw. Teilbesitzes dieser Güter waren Angehörige der Linie im 17. Jahrhundert Mitglied der Reichsritterschaft im Ritterkanton Hegau.
Die freiherrliche Linie Bodman zu Möggingen besaß die Güter Möggingen, Liggeringen, Güttingen (heute Ortsteile der Stadt Radolfzell am Bodensee) und Wiechs (heute Ortsteil der Gemeinde Steißlingen). Wegen des Besitzes bzw. Teilbesitzes dieser Herrschaften gehörten die Mitglieder des Zweiges ab 1752 zur Reichsritterschaft im Ritterkanton Hegau. Anfang des 18. Jahrhunderts kam es zur Teilung in die Linien Bodman zu Güttingen, Bodman zu Möggingen und Bodman zu Wiechs.
Angehörige des freiherrlichen Zweiges Bodman zu Wiechs (auch Wiex), begründet zu Beginn des 18. Jahrhunderts durch Abspaltung von der Linie Bodman zu Möggingen, gehörten ab 1752 ebenfalls zur Reichsritterschaft des Ritterkantons Hegau.
Sämtliche Besitzungen fielen mit der Rheinbundakte 1806 an das Königreich Württemberg und 1810 an das Großherzogtum Baden. Heute werden sie vom Gräflich von Bodmanschen Rentamt verwaltet. Das Schloss Bodman am Bodensee ist Sitz der Familie wie auch des Rentamts. Der heutige Chef des Hauses ist Wilderich Graf von und zu Bodman.

### Standeserhebungen
1690 wurde die Linie Möggingen und 1716 die Linie Bodmann (als von und zu Bodmann) in den Reichsfreiherrenstand erhoben, letztere kam 1902 auch in den badischen Grafenstand (primogenitur).

## Wappen

### Familienwappen
Blasonierung: Das Wappen ist geviert. Die Felder 1 und 4 zeigen in Gold einen schwarzen, steigenden Steinbock, 2 und 3 in Silber drei (2:1) gesenkte grüne Lindenblätter (das ursprüngliche Stammwappen). Auf dem Helm ist ein hoher, mit Hermelin bezogener Spitzhut, oben besetzt mit einer goldenen Krone, aus der ein Busch Pfauenfedern wächst. Die Helmdecken sind rechts grün-silbern und links schwarz-golden.
Alte Wappenabbildungen zeigen statt der Lindenblätter auch drei natürliche Seeblätter im Stammschild. Durch eine Wappenbesserung, verliehen 1360 von Kaiser Karl IV., wurde der schwarze Steinbock der Mayr von Windeck dem Stammwappen hinzugefügt.

### Historische Wappenbilder

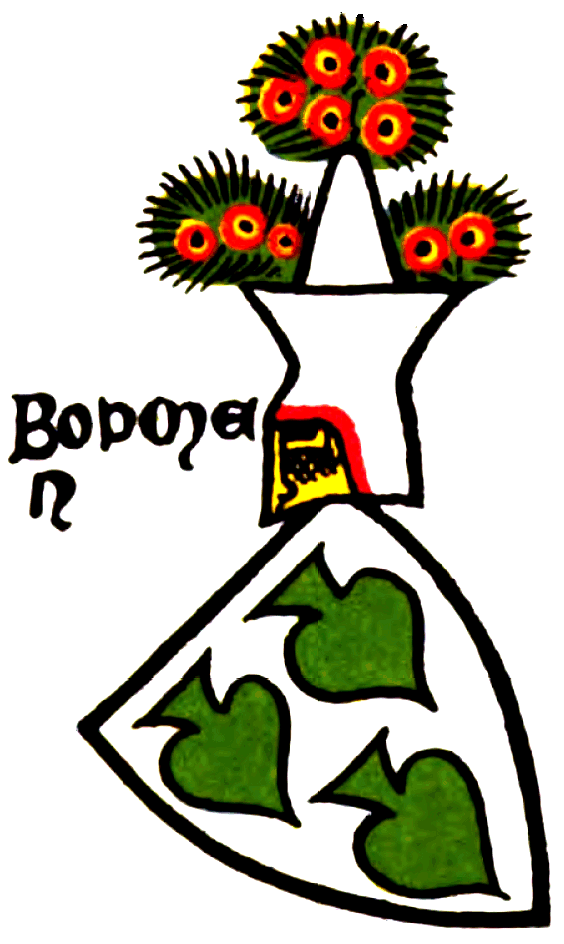
Wappen der „Bodmen“ in der Zürcher Wappenrolle (ca. 1340)
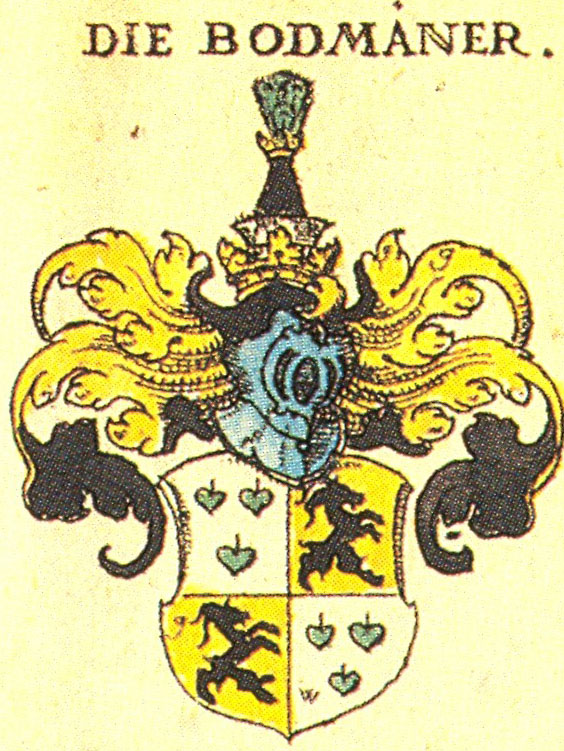
Gewendetes Wappen des Geschlechts Bodman aus Siebmachers Wappenbuch (Blatt 111)
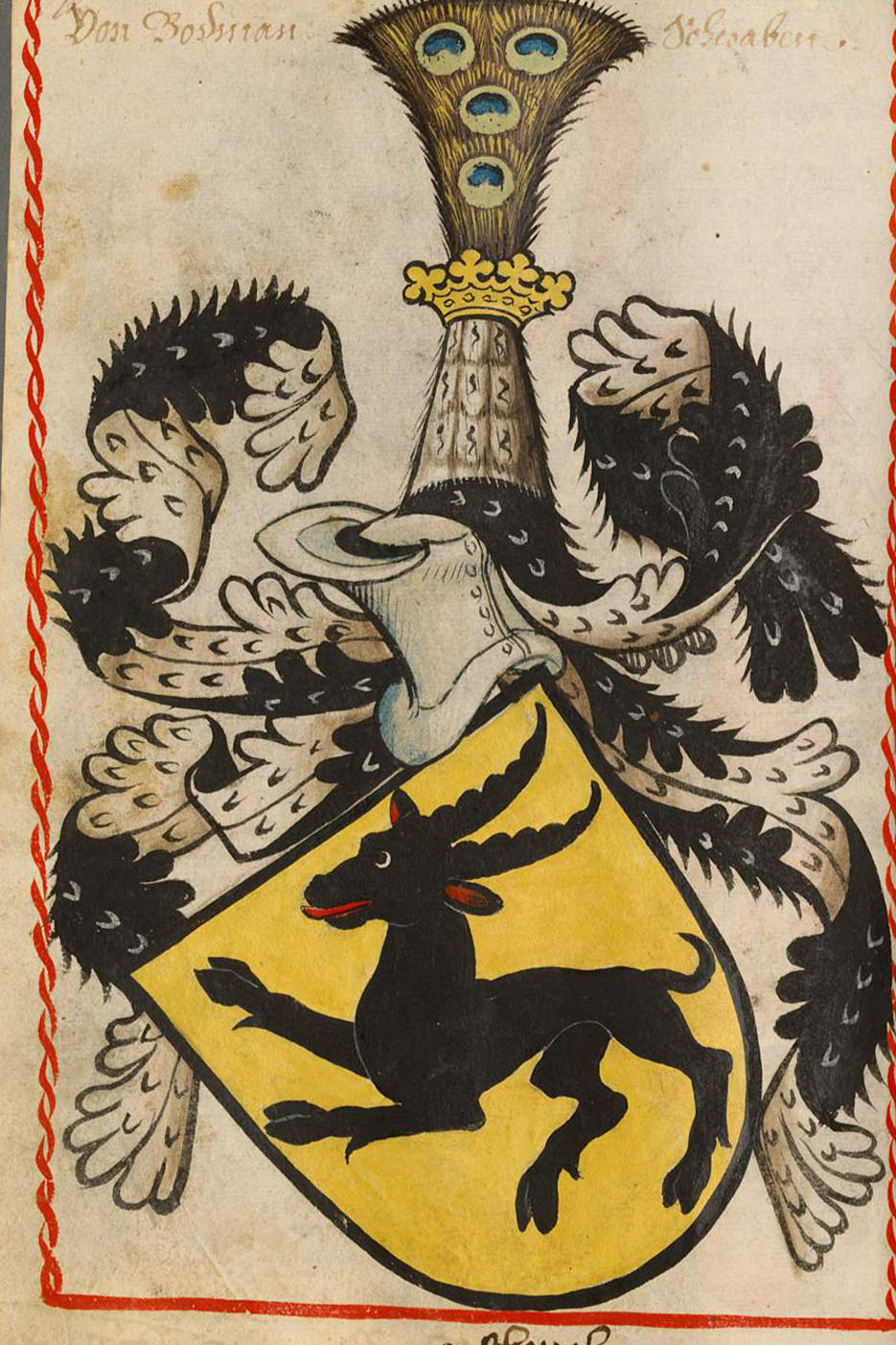
Bodmann-Wappen aus dem Scheiblerschen Wappenbuch (eigentlich Mayr von Windeck)
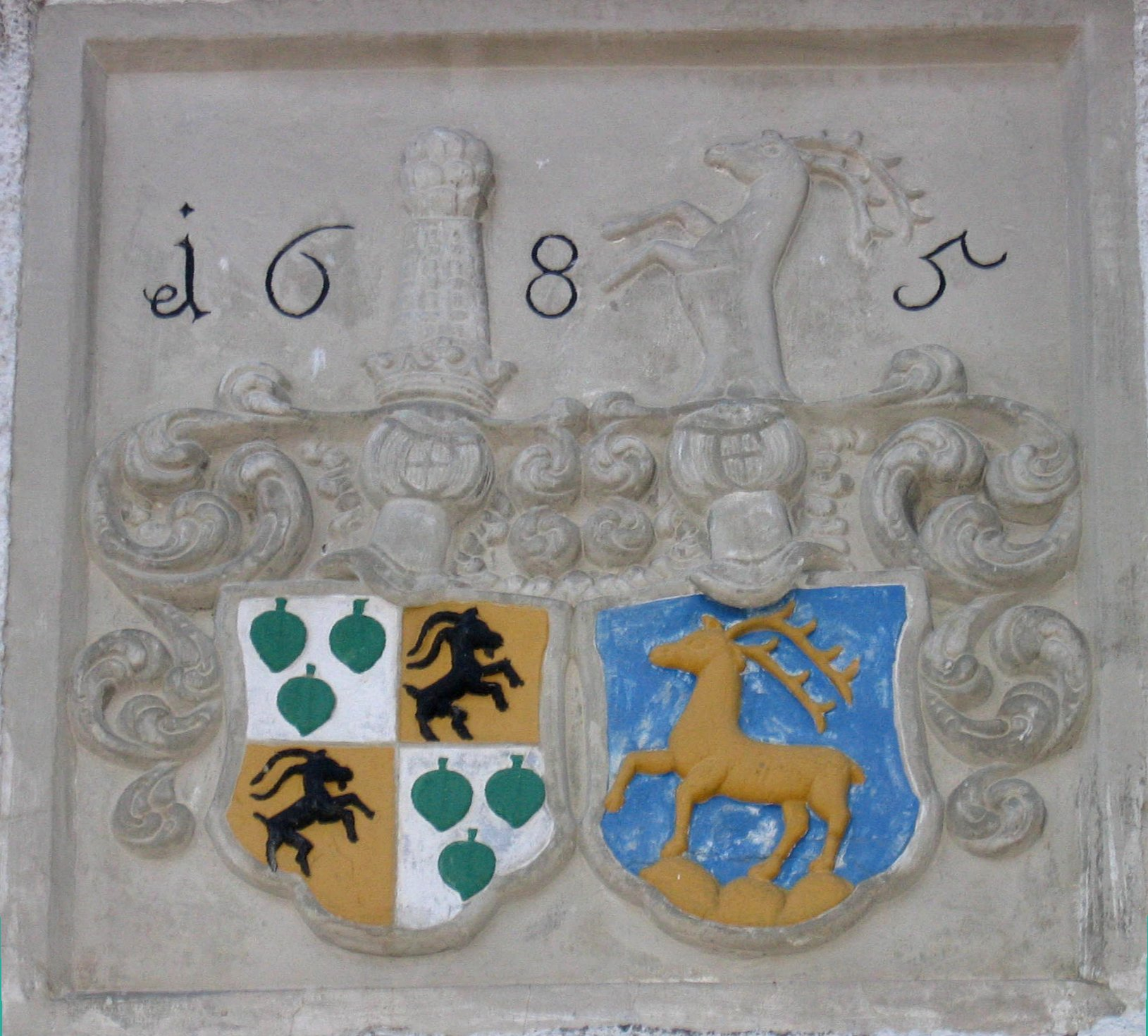
Wappen am Schloss Espasingen, links das aus Höflichkeit gewendete Wappen der Herren von Bodman
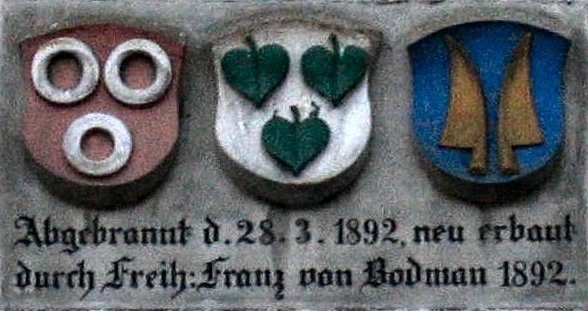
Wappenstein am Espasinger Schloss mit denen der Ehefrauen: links Breiten-Landenberg und rechts Bissing

### Gemeindewappen mit den Lindenblättern derer von Bodman

Bodman-Ludwigshafen
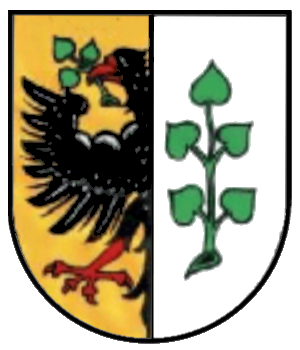
Bodman (alt)
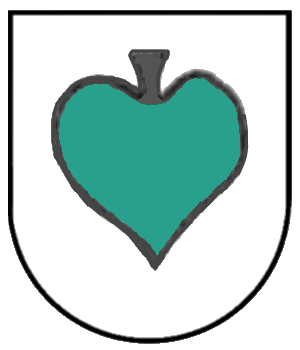
Allensbach-Freudental
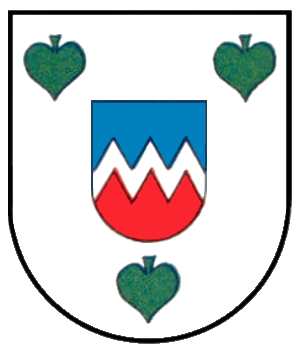
Allensbach-Langenrain
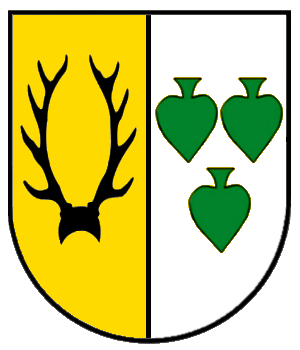
Radolfzell-Stahringen
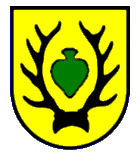
Stockach-Espasingen
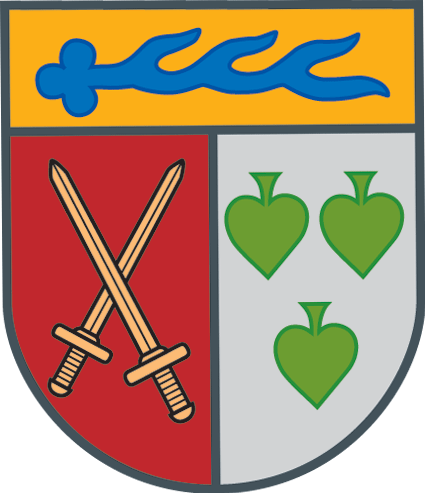
Stockach- Wahlwies

## Namensträger
- Rupert von Bodman (* 1646; † 1728), geboren als Johann Sigmund von Bodman, 1678 bis 1728 Fürstabt im Kloster Kempten
- Johannes Wolfgang von Bodman (* 1651; † 1691), 1686 bis 1691 Weihbischof in Konstanz
- Ferdinand von Bodmann (* 1839; † 1920), Mitglied der Badischen Ständeversammlung
- Franz von und zu Bodman (* 1835; † 1906), Grundherr und Mitglied des deutschen Reichstags
- Heinrich von und zu Bodman (* 1851; † 1929), badischer Jurist und Politiker
- Maximilian von Bodman (* 1873; † 1953), bayerischer Kammerjunker und Offizier
- Emanuel von Bodman (* 1874; † 1946), deutscher Schriftsteller
- Nikolaus von Bodman (* 1903; † 1988), deutscher Naturschützer
- Franz von Bodmann (* 1908; † 1945), deutscher SS-Obersturmführer
- Wilderich Graf von und zu Bodman (* 1936), (siehe oben)